# Idi di marzo (Valerio Massimo Manfredi)
Idi di marzo è un libro di Valerio Massimo Manfredi, edito da Arnoldo Mondadori Editore nel novembre 2008. È il racconto romanzato dell'assassinio di Gaio Giulio Cesare, avvenuto a Roma alle Idi di marzo del 44 a.C. Il libro, pur con un taglio da romanzo, contiene riferimenti alla realtà dei fatti e ad aspetti poco conosciuti eppure documentati della vicenda del tradimento dei congiurati ai danni del dittatore di Roma.

## Trama
Roma, inizi di marzo del 44 a.C. Caio Giulio Cesare, il Pontifex Maximus e dittatore perpetuo che ha assoggettato il mondo alla legge romana, solo in apparenza nel pieno della sua prestanza fisica e psichica. In realtà è stanco e malato per le tante battaglie affrontate, come una belva fiaccata e rinchiusa nella gabbia dei propri incubi spaventosi, intrisi del sangue che macchiava i campi di battaglia da lui calcati.
La congiura incalza implacabile, portata avanti da Marco Giunio Bruto e da Cassio Longino, entrambi insospettabili amici di Cesare e mentre Publio Sestio Baculo, il più fedele legionario di Cesare, compagno di mille battaglie, si lancia lungo le strade che portano a Roma in una spasmodica corsa contro il tempo per tentare di salvargli la vita, vanno in fumo uno dopo l'altro anche gli sforzi delle persone che gli sono care per cambiare il destino di Cesare e, quindi, del mondo conosciuto. I presagi, tra i quali quello della moglie Calpurnia, si compiranno, le Idi di marzo arriveranno implacabili e segneranno l'inizio di una nuova era di guerre civili devastanti.

## Personaggi
- Gaio Giulio Cesare: è il Cesare cinquantenne, stressato da una serie di sanguinose battaglie e campagne repressive che lo portano a frequenti incubi e ad attacchi di epilessia. Si fida ciecamente dei suoi senatori, a tal punto da non farsi più scortare dalla sua guardia ispanica ("i tiranni lo fanno", dice). Tradisce la sua fedele Calpurnia con Servilia, madre di Bruto, e con Cleopatra, dalla quale avrà anche un figlio, Cesarione, soppresso da Ottaviano;
- Silio Salvidieno: personaggio di fantasia, è il tuttofare di Giulio Cesare e ha la massima premura per lui. Sarà rinchiuso da Antonio nei giorni cruciali per la congiura per evitare che riveli i nomi dei congiurati. Ha un ruolo fondamentale per il romanzo, specie per le sue riflessioni;
- Antistio: personaggio ispirato ad un medico realmente esistito e citato da Svetonio, è il medico personale di Cesare, nonché sua guida e consigliere insieme a Silio. È tenuto in alta considerazione da tutta Roma per i suoi prodigiosi rimedi e per il suo ordine e metodo;
- Publio Sestio Baculo: personaggio ispirato ad un centurione della Dodicesima Legione Gallica realmente esistito dalle capacità eroiche ineccepibili, utilizzato da Cesare come spia reale e come uomo di fiducia. Intraprenderà una lotta contro il tempo logorante per giungere a Roma con l'estremo messaggio per Cesare: "L'AQUILA È IN PERICOLO";
- Cleopatra: donna spregiudicata e regina d'Egitto, è l'amante di Cesare con Servilia. Ostenta il suo leggendario fascino esotico ed ammalierà anche Marco Antonio, con conseguenze non proprio favorevoli per la quiete romana post-Cesare;
- Marco Antonio: è la figura militare più spregiudicata del romanzo, capace di sfruttare la morte del suo più caro amico (Cesare) per impossessarsi del trono romano, scatenando una serie di guerre civili devastanti per Roma;
- Marco Emilio Lepido: è uno degli uomini più fidati di Cesare e a lui devoti. Combattente coraggioso, sarà pronto a schierarsi, accecato dal desiderio di vendetta contro i congiurati, con Antonio, pur non rendendosi conto della personalità avida del suo alleato;
- Marco Junio Bruto: è l'ideatore della congiura con Cassio. Mostra, nel corso del romanzo, un estremo fanatismo per suo zio, Catone l'Uticense, e ha sugli altri congiurati un forte ascendente. Sarà l'ultimo a colpire Cesare, all'inguine;
- Cassio Longino: secondo ideatore della congiura, morirà con Bruto a Filippi, nello scontro decisivo. L'autore lo descrive come una persona cupa, tetra e segaligna, che non lascia trasparire il suo pensiero neanche da un gesto e che è sempre nervoso e preoccupato per l'avvenire;
- Gaio Trebonio, Publio Servilio Casca, Gaio Servilio Casca, Petronio, Rubrio Ruga e Decimo Bruto: altri congiurati, alcuni dei quali uomini molto fidati di Cesare;
- Marco Tullio Cicerone: consumato oratore, vive la congiura da un punto di vista neutrale, per poi schierarsi da vero opportunista con i cesaricidi. Dimostra sempre un odio accecante nei confronti di Cleopatra e di Antonio, prevedendo poi ciò che sarebbe successo con la sua presenza dopo la congiura ("se non lo levate di mezzo, il vostro sforzo non sarà servito a nulla!");
- Vibio e Rufo: due informatori esperti del loro mestiere e inseparabili. Anche loro intraprendono una lotta contro il tempo per arrivare il più velocemente possibile a Roma e consegnare il messaggio per la salvezza di Cesare;
- Tito Pomponio Attico: carissimo amico di Cicerone, è un uomo che ha deciso di lasciar perdere la politica per il resto dei suoi giorni e si è ritirato da molto a vita privata. Letterato di un certo valore, ha intrattenuto con Cicerone una fitta corrispondenza pervenuta fino ai giorni nostri;
- Sergio Quintiliano: personaggio di fantasia. Veterano di Pompeo, vive di rimorsi, di lutti e di vendette, al punto da intralciare la strada al centurione Publio Sestio Baculo per ucciderlo, vendicando così il figlio, ma sarà Sestio ad ucciderlo;

## Edizioni
- Valerio Massimo Manfredi, Idi di marzo, collana Omnibus Italiani, Milano, Arnoldo Mondadori Editore, 2008,  p. 259, ISBN 978-88-04-57971-7.

- Valerio Massimo Manfredi, Idi di marzo, I miti, Milano, Mondadori, 18 maggio 2016,  p. 309, ISBN 978-88-04-60413-6.

- Valerio Massimo Manfredi, Idi di marzo, Oscar bestsellers, Milano, Mondadori, 18 maggio 2016,  p. 261, ISBN 978-88-04-66700-1.